# Plesiopleurodon wellesi
Plesiopleurodon (il cui nome significa "a fianco di Liopleurodon") è un genere estinto di plesiosauro policotilide vissuto nel Cretaceo superiore, circa 98 milioni di anni fa (Cenomaniano), nell'odierna formazione Belle Fourche Shale, nelle Rattlesnake Hills, in Wyoming, Nordamerica.

## Descrizione
Plesiopleurodon è noto grazie ai resti relativamente completi comprendenti: un cranio e mandibola completi, alcune vertebre cervicali e un coracoide destro. Questi fossili indicano che l'animale era dimensioni relativamente piccole, con una lunghezza non superiore a 3 metri (9,8 piedi). La sua corporatura doveva essere molto simile a quella di altri policotilidi come Dolichorhynchops e Trinacromerum. La mandibola era relativamente lunga, dotata di otto paia di denti, dalla sezione quasi circolare e lisci sulla superficie esterna tranne che attorno alla base. Inoltre le nervature del collo vertebre si attaccavano a un solo capo (doppie nei pliosauri giurassici) e vi era una lunga barra interpettorale sul coracoide.

## Classificazione
Plesiopleurodon è stato ritrovato nella formazione nota come Belle Fourche Shale, nelle Rattlesnake Hills, in Wyoming, risalente al Cenomaniano inferiore. Secondo l'autore della prima descrizione (Carpenter, 1996), l'animale era il pliosauro che, tra tutti i pliosauri noti, era quello che più assomiglia a Liopleurodon, un grande pliosauride del Giurassico europeo. Tuttavia le vertebre fecero supporre che la somiglianza tra le due specie non implicasse una reale parentela, ed infatti oggi si suppone che Plesiopleurodon fosse un rappresentante della famiglia dei policotilidi, un gruppo di plesiosauri di dimensioni ridotte tipici del Cretaceo.

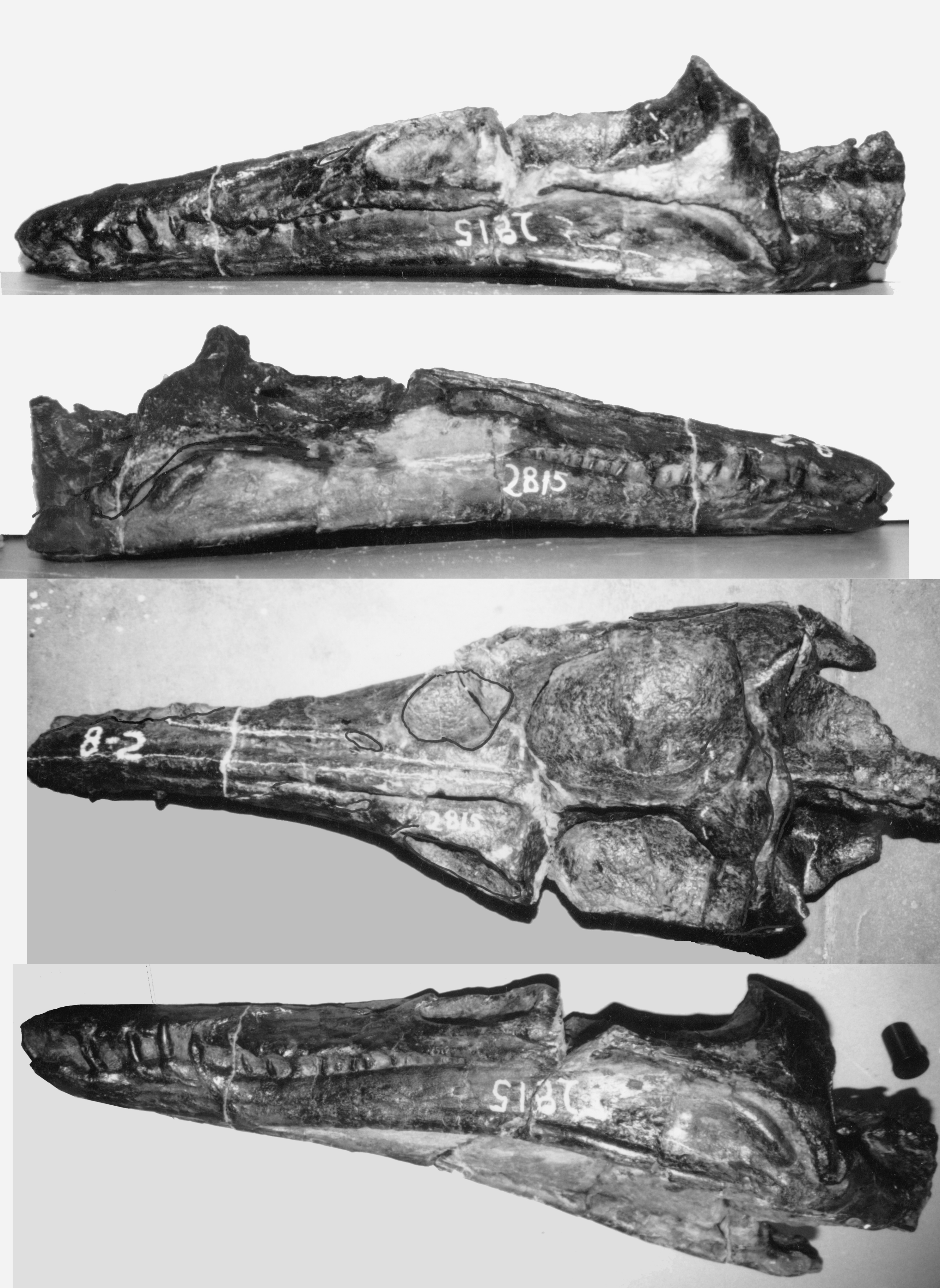
Cranio di Plesiopleurodon wellesi

Secondo la prima ed errata classificazione, il nome del genere Plesiopleurodon significa "a fianco di Liopleurodon". Il nome specifico, wellesi, onora Samuel P. Welles, paleontologo che si occupò a lungo di plesiosauri e pliosauri.

## Nella cultura di massa
Plesiopleurodon appare per la prima ed unica volta, molto brevemente, nel documentario della BBC Nel mondo dei Dinosauri. Tuttavia nella sua breve apparizione è rappresentato come un pliosauro, ed è ricostruito con lo stesso modello digitale del Liopleurodon, nel documentario.